# June Collyer
June Collyer (parfois créditée June Erwin) est une actrice américaine, née Dorothea Heermance le 19 août 1906 à New York (État de New York), morte le 16 mars 1968 à Los Angeles (Californie), d'une pneumonie.

## Biographie
Sœur de l'acteur Bud Collyer (1908-1969) et belle-sœur de l'actrice Marian Shockley, elle contribue sous le nom de June Collyer — nom de naissance de leur mère —, entre autres pour Fox et Paramount, à seulement trente-deux films américains (outre quelques prestations comme elle-même), dont six muets, le premier sorti en 1927. L'année suivante (1928), elle figure au nombre des treize jeunes actrices (dont Sally Eilers et Lupe Vélez) recevant le WAMPAS Baby Stars.
Elle apparaît notamment dans trois réalisations de John Ford, La Maison du bourreau (1928, avec Victor McLaglen), Les Quatre Fils (1928, avec James Hall et George Meeker) et The Brat (1931, avec Sally O'Neil et Alan Dinehart), ainsi que dans le film musical Kiss Me Again de William A. Seiter (1931, avec Bernice Claire, Edward Everett Horton et Walter Pidgeon). Son dernier film est Le Démon dans la brume (en) de Robert F. Hill (avec Lloyd Hughes), sorti en 1936.
Mentionnons aussi le western Dude Ranch de Frank Tuttle, sorti en 1931. La même année, elle épouse Stuart Erwin (né en 1903), l'un de ses partenaires dans ce film, et sera désormais connue également comme June Erwin. Son mari meurt le 21 décembre 1967, moins de trois mois avant son propre décès.
Après son retrait du grand écran, June Collyer revient toutefois à la télévision, d'abord dans la sitcom The Stu Erwin Show (en) (130 épisodes, diffusés de 1950 à 1955, dont le couple Erwin est la vedette), et enfin, lors d'un épisode (réalisé par Franklin J. Schaffner et diffusé en 1958) de la série Playhouse 90, à nouveau aux côtés de son époux.

## Filmographie partielle

### Au cinéma
- 1927 : À l'ombre de Brooklyn (East Side, West Side) d'Allan Dwan
- 1927 : Fay et Fanchette (Broadway Nights) de Joseph C Boyle
- 1928 : La Maison du bourreau (Hangman's House) de John Ford
- 1928 : Me, Gangster de Raoul Walsh
- 1928 : Les Quatre Fils (Four Sons) de John Ford
- 1929 : Not Quite Decent d'Irving Cummings
- 1929 : Le Célèbre Capitaine Blake (River of Romance) de Richard Wallace
- 1929 : Illusion de Lothar Mendes
- 1929 : Le Docteur Amour (The Love Doctor) de Melville W. Brown
- 1930 : A Man from Wyoming de Rowland V. Lee
- 1930 : Sweet Kitty Bellairs d'Alfred E. Green

- 1930 : Charley's Aunt d'Al Christie
- 1930 : Extravagance de Phil Rosen

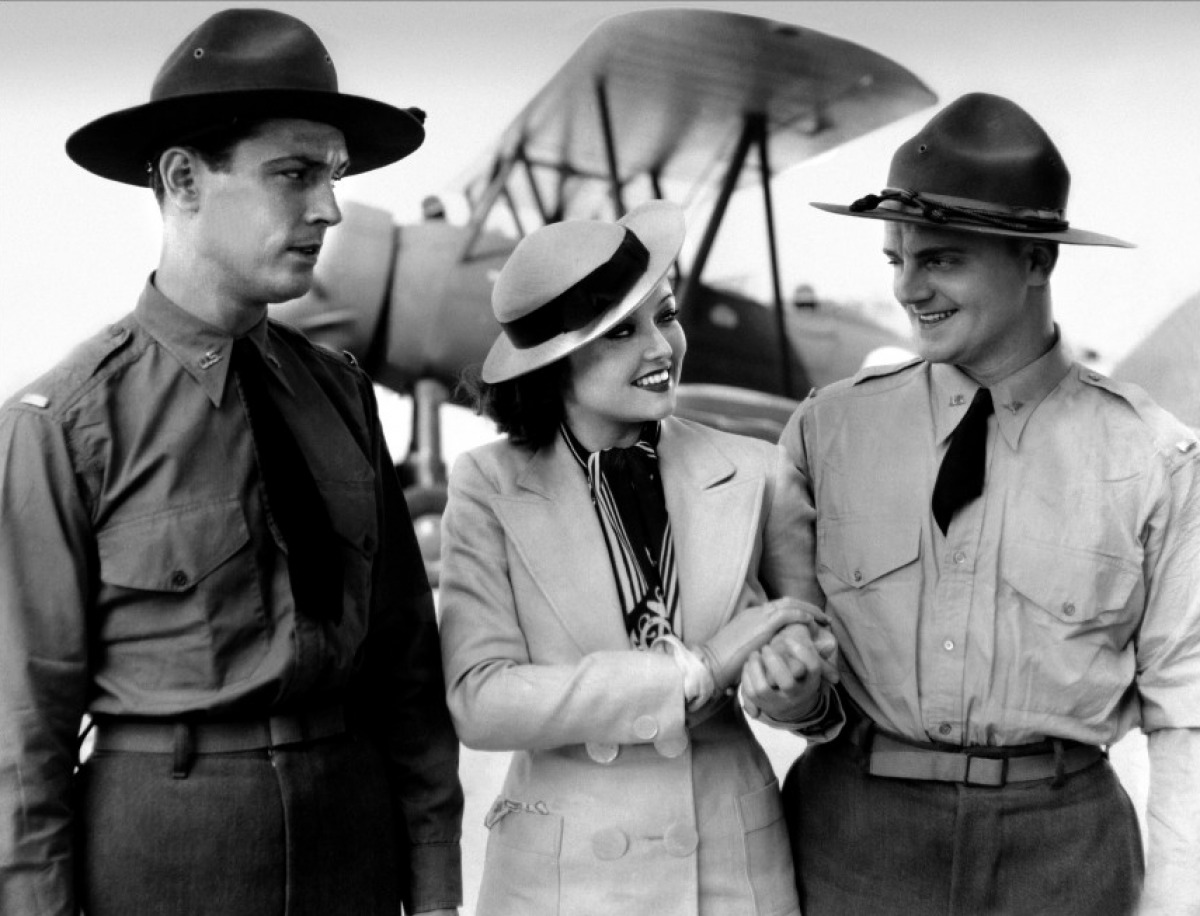
Edward J. Nugent, June Collyer et William Cagney
(de g. à d.), dans Lost in the Stratosphere (1934)

- 1931 : Kiss Me Again de William A. Seiter
- 1931 : Damaged Love d'Irvin Willat
- 1931 : The Brat de John Ford
- 1931 : Docteur Karlov (Drums of Jeopardy) de George B. Seitz
- 1931 : Dude Ranch de Frank Tuttle
- 1931 : Alexander Hamilton de John G. Adolfi
- 1933 : Revenge at Monte Carlo de B. Reeves Eason
- 1933 : Before Midnight de Lambert Hillyer
- 1934 : Cheaters de Phil Rosen
- 1934 : Lost in the Stratosphere de Melville W. Brown
- 1934 : The Ghost Walks de Frank R. Strayer
- 1935 : Murder by Television de Clifford Sanforth
- 1936 : Le Démon dans la brume (A Face in the Fog) de Robert F. Hill

### À la télévision (intégrale)
- 1950-1955 : Sitcom The Stu Erwin Show
  - Saisons 1 à 4, 130 épisodes : elle-même (comme June Erwin)
- 1958 : Série Playhouse 90
  - Saison 2, épisode 28 The Right Hand Man de Franklin J. Schaffner

## Récompense
- 1928 : WAMPAS Baby Stars.